# Vedat Bora
Vedat Bora (* 27. Januar 1995 in Gebze) ist ein türkischer Fußballspieler.

## Karriere

### Verein
Bora begann mit dem Vereinsfußball 2008 in der Jugend von Gebzespor, dem bekanntesten Verein seiner Heimatstadt Gebze. Hier erhielt er 2010 einen Profivertrag und wurde wenig später in den Profikader aufgenommen. In drei Spielzeiten etablierte er sich innerhalb der Mannschaft als Stammspieler.
Da Gebzespor im Sommer 2013 den Klassenerhalt in der TFF 3. Lig verpasste, verließ Bora den Verein und wechselte zum Erstligisten Konyaspor. Nach dem vorsaisonalen Trainingscamp wurde Bora für die Saison 2013/14 an den Partnerverein Anadolu Selçukluspor ausgeliehen. zum Saisonende kehrte er zu Konyaspor zurück und wurde im Kader behalten. Für die Rückrunde der Saison 2015/16 lieh ihn sein Verein an den Zweitligisten Giresunspor, für die Saison 2016/17 an Samsunspor und für die der Saison 2018/19 an Adana Demirspor aus.

### Nationalmannschaft
Bora spielte in den Jahren 2012 und 2013 insgesamt acht Mal für die türkische U-18-Nationalmannschaft. Anschließend spielte er für die türkische U-19-, die U-20- und die  U-21-Nationalmannschaft.

## Erfolge
Mit Konyaspor
- Türkischer Supercup-Sieger: 2017